# سیدی نعمان (استان تیزی وزو)
سیدی نعمان (استان تیزی وزو) (به عربی: سيدي نعمان) یک شهرداری در الجزایر است که در استان تیزی وزو واقع شده‌است.